# L'Haÿ-les-Roses (quận)
Quận L'Haÿ-les-Roses là một quận của Pháp, nằm ở tỉnh Val-de-Marne, ở vùng Île-de-France. Quận này có 9 tổng và 10 xã.

## Các đơn vị hành chính

### Các tổng
Các tổng của quận L'Haÿ-les-Roses là: 
1. Arcueil
2. Cachan
3. Chevilly-Larue
4. Fresnes
5. L'Haÿ-les-Roses
6. Le Kremlin-Bicêtre
7. Thiais
8. Villejuif-Est
9. Villejuif-Ouest

### Các xã
Các xã của quận L'Haÿ-les-Roses, và mã INSEE là: 
| 1. Arcueil (94003)  | 2. Cachan (94016)          | 3. Chevilly-Larue (94021)     | 4. Fresnes (94034) |
| 5. Gentilly (94037) | 6. L'Haÿ-les-Roses (94038) | 7. Le Kremlin-Bicêtre (94043) | 8. Rungis (94065)  |
| 9. Thiais (94073)   | 10. Villejuif (94076)      |                               |                    |